# گرهارد بورمان
 گرهارد بورمان (انگلیسی: Gerhard Borrmann؛ زاده ۳۰ آوریل ۱۹۰۸ درگذشته ۱۲ آوریل ۲۰۰۶) یک فیزیک‌دان اهل آلمان بود.